# Mario Alberto Trejo
Mario Alberto Trejo (11 de febrero de 1957, Ciudad de México, México) es un exfutbolista mexicano que se desempeñó como lateral derecho, procedente de las fuerzas básicas del Club América. 

## Trayectoria
Debutó en el torneo de Copa 1974-75 el 23 de febrero de 1975 contra el Ciudad Madero en el estadio Tamaulipas, partido que ganaron los Canarios 2-0. No fue titular en sus siguientes campañas, hasta que se consolidó en el torneo 78-79. Sus primeros dos goles los anotó el 2 de diciembre de 1978, en el partido que los Cremas ganaron 2-0 al Potosino, jugado en el Plan de San Luis. Estuvo hasta 1986 con el equipo de Coapa. 
Disputó la Copa Mundial de Fútbol de 1986 en México, fue campeón de Liga, campeón de Campeones, de la Concacaf, y de la copa Interamericana. Marcó en total de 25 goles para convertirse en el mejor defensa goleador de la selección. Su último gol fue al Atlas, en la semifinal del torneo de liga 84-85 tras tirar un penalti. La última vez que jugó como americanista fue en la final del mismo torneo, en el estadio Corregidora, contra los Pumas de la Universidad, el 28 de mayo de 1985. Los torneos Prode 85 y México 86 no los jugó por estar concentrado con la selección nacional. Formó parte en el once ideal de todos los tiempos americanistas.
Ha continuado activo como entrenador en categorías inferiores y en verano de 2008 se convirtió en director de Oaxaca. También estuvo a cargo dos temporadas del Cañoneros de Campeche. Actualmente es director técnico de Topos de Reynosa para la Apertura 2014, en Segunda División.

## Palmarés como jugador

### Campeonatos nacionales
| Título                     | Club*        | País   | Año       |
| -------------------------- | ------------ | ------ | --------- |
| Primera División de México | Club América | México | 1975-1976 |
| Campeón de Campeones       | Club América | México | 1975-76   |
| Primera División de México | Club América | México | 1983-1984 |
| Primera División de México | Club América | México | 1984-1985 |

### Copas internacionales
| Título                           | Club*        | País   | Año  |
| -------------------------------- | ------------ | ------ | ---- |
| Copa Interamericana              | Club América | México | 1978 |
| Copa de Campeones de la Concacaf | Club América | México | 1977 |